# Wombalano basilatissima
Wombalano basilatissima is een vlokreeftensoort uit de familie van de Unciolidae. De wetenschappelijke naam van de soort is voor het eerst geldig gepubliceerd in 1999 door Ortiz & Lalana.